# Pedro & Bianca
Pedro & Bianca é uma série brasileira produzida e exibida pela TV Cultura em parceria com a Secretaria da Educação do Estado de São Paulo. Criada por Cao Hamburger, com roteiros de Teo Poppovic e Thiago Dottori, a série, que estreou no dia 11 de novembro de 2012, aborda temas recorrentes da vida adolescente.

## Enredo
A série conta a história de dois irmãos gêmeos bivitelinos de quinze anos, Pedro e Bianca, sendo ele branco e ela negra, o que fez deles conhecidos na região periférica onde moram. Pedro e Bianca mostra os adolescentes da classe C que recém ingressaram no primeiro ano do ensino médio, na Escola Estadual Piquerobi (Escola Estadual Alberto Torres), uma escola pública em São Paulo, e acompanha o dia a dia de ambos na escola, onde eles enfrentam problemas comuns pelos quais passam os adolescentes.

## Elenco e personagens

### Principal
- Pedro Soares Araújo (Giovanni Gallo) é um garoto tranquilo, observador e introvertido, que gosta de andar de skate com a amiga Tuca, e de pesquisar fatos na internet com o amigo Raul. É um garoto estudioso, que não consegue conquistar sua grande paixão, Ciça.[4]
- Bianca Soares Araújo (Heslaine Vieira) é uma garota agitada, determinada e extrovertida, além de ser impulsiva ao tomar suas decisões. Ela se dedica ao máximo no que faz, tanto nos esportes quanto no amor. Também gosta de defender o irmão e, se precisar, se impõe para ajudá-lo, assim como quando vê algo injusto.[6]
- Edison Araújo (Thogun Teixeira) é o pai de Pedro e Bianca, que trabalha como eletricista, onde recebeu muitas descargas elétricas[7] e, desde então, quando se estressa acaba fazendo as luzes da casa piscarem e queima onde põe as mãos.
- Zuleika Soares Araújo (Gorete Milagres), mais conhecida como Zuzu, é a mãe de Pedro e Bianca. Ela trabalha como cabeleireira e vive usando os filhos como cobaias do seu salão Zuzu’s Hair, que fica dentro da casa da família.[8]
- Luara (Amanda Guarnieri)[5] é uma menina precoce, que gostar de ficar com vários garotos, sem se prender muito a nenhum deles. Ela vai a festas e baladas frequentadas por pessoas mais velhas e se torna a primeira da turma a ter uma relação sexual.[9]
- Tuca (Olívia Klein) é a melhor amiga de Pedro. É uma garota bissexual, descolada e hardcore, que passa a maior parte do seu tempo com Pedro, tendo inclusive ensinado ele a andar de skate e a gostar de rock.[10]
- Leonardo (Vitor Hugo Rapace) é um garoto que serve como líder da sala. É folgado e popular. Gosta de pegar no pé de Pedro, mas mesmo assim Bianca se apaixona por ele.
- Fafá (Nina Lima)[5] é uma das amigas de Bianca. Foi crida em uma família conservadora e por isso é comportada e obediente. Ela sempre está a disposição de Bianca para ouvi-la e ajudá-la quando precisa. Namorada de Feijão.[9]
- Ciça (Letícia Fagnani) é a paixão platônica de Pedro. Ela é uma garota bonita e tem ciência disso, mas só deseja ser como qualquer outra menina. No entanto, ela guarda um segredo.[11]
- Feijão (Fernando Haro) é um dos melhores amigos de Pedro. Ele é atrapalhado e sem noção, mas também pode ser um garoto sensível e simpático. Namorado de Fafá.[12]
- Raul (Jucelino Lopes) é um garoto portador de deficiência física e anda em cadeira de rodas. No entanto, isso não é um impeditivo para ele, que é bem agitado e independente, e não gosta de se fazer de vítima, pedindo ajuda apenas quando é extremamente necessário.[9]

### Recorrente
- Xavier (Tick Logansky Bassanelli Rodrigues), assim como Raul, Xavier também é portador de deficiência física. Xavier usa uma cadeira de rodas motorizada, é roqueiro, filho da zeladora, mora no colégio, é amigo da turma, sempre ajuda Bianca quando é preciso, ama música, entende muito de tecnologia e criou o Diário da Piquerobi junto com Bianca.
- Roseli (Thamiris Dias), uma garota namorou Pedro por muito tempo. Se conheceram na feira aonde ele trabalhou com seu tio Everton.
- Arminda Araújo (Teca Pereira) é a avó de Pedro e Bianca. Ela morre no primeiro episódio.[13]
- Toshiro Araújo (Arthur Abe), filho de Edson, meio-irmão de Pedro e Bianca. Tem descendência japonesa por parte de mãe. É homossexual.
- Anderson L.A. (Edgard Max de Araújo), saiu da Fundação Casa há pouco tempo e ganhou Liberdade Assistida (por isso o apelido de L.A.). Sofreu preconceito quando os celulares de alguns alunos começaram a sumir, e todos o acusaram, principalmente Pedro.
- Carla (Bruna Tatar), amiga de Tuca que teve um affair com ela, estuda no colégio também.
- MC Profecia (Thaíde), um rapper que já teve seus tempos de glória, mas que agora está falido e apronta com Pedro.
- Toninho (Theo Werneck), ousado professor de literatura que, ensinando Gregório de Matos, sofreu um tipo de censura por parte dos pais de Ciça e Emília.
- Inspetor da Piquerobi (Raimundo Moura)
- Rosemary (Aysha Nascimento), chefe de Bianca no emprego de telemarketing.
- Terezinha (Neusa Velasco),  professora de matemática.
- Vanessão (Nathália Alfieri), garota que sofre bullying por estar acima do peso, por isso acaba sendo reclusa e "durona", ficando sozinha nos intervalos. Com a ajuda de Bianca, passa a socializar e se torna amiga de todos.
- Everton (Antonio Ricardo Batista), tio de Pedro e Bianca, irmão de Zuzu. Trabalha na feira junto com Roseli.
- Dolores (Maria Cecília Audi), diretora do colégio.

## Temas
Pedro e Bianca se diferencia de seus pares por "explorar mais os tabus", nas palavras do diretor de criação Cao Hamburger, abordando temas como sexo, gravidez, bebida, trabalho, namoro, drogas, amizades, bullying e o papel da escola durante a adolescência. Há também na série Raul e Xavier, dois personagens cadeirantes, bem como Tuca e Carla, que são bissexuais, uma imigrante boliviana, Luara que é uma jovem "periguete", Leonardo que é um aluno mais malandro, Ciça uma adolescente que tem um filho bebê, Anderson L.a um garoto que saiu da Fundação Casa e que é Liberdade Assistida, além de Toshiro, o irmão de Pedro e Bianca por parte de Pai e que é homossexual e japonês. Além disso, a série trata da relação entre irmãos.

## Produção
A primeira ideia da equipe de produção foi criar uma série que abordasse a adolescência, pois segundo Cao "faltava uma boa abordagem desse universo na televisão brasileira". É a primeira série teen brasileira produzida e exibida pela emissora dezoito anos depois do seriado Confissões de Adolescente, que foi exibido entre 1994 e 1995  e também é a primeira série brasileira educativa produzida e exibida pela TV Cultura três anos depois da série Tudo o que É Sólido Pode Derreter exibido em 2009. A TV Cultura aceitou o projeto, onde se pretende discutir o tema "com profundidade e leveza ao mesmo tempo, um pouco de poesia e de humor também." O diretor revelou que a ideia de Pedro ser branco e Bianca, negra, surgiu após ler uma matéria sobre o tema, em uma revista.
Pedro e Bianca foi gravada numa escola real, Escola Estadual Alberto Torres, localizada perto do Butantã, contando com setenta pessoas no set de filmagem, 250 atores, dois mil figurantes, 35 pessoas para a produção e 30 para a finalização da série. Para o roteiro, por exemplo, foram contratadas diversas pessoas de diferentes "origens, experiências e idades". A produção encomendada pela Secretaria da Educação do Estado de São Paulo como parte do projeto Escola 2.0, teve um orçamento estimado em cerca de sete milhões de reais.
| “ | Não é um programa chapa-branca. Mostramos a escola pública real. Não é um universo cor-de-rosa, mas também não é um bicho-papão como se prega por aí. | ” |
| — Fernando José de Almeida, diretor da área de educação da TV Cultura, a respeito da abordagem feita sobre a escola pública. | |   |

### Renovação para 2.ª temporada
Após ganhar o Emmy, foi revelado que a série poderá ganhar uma 2.ª temporada, e que será vendida para outros países.

## Recepção
A série tem recepção positivas na maioria dos críticos, considerando em alguns aspectos superior as outras séries adolescentes brasileira como Malhação e Rebelde. Maurício Stycer, escrevendo para a Folha de S. Paulo, elogiou a série por não ter paternalismo ou clichês, assim conseguindo "interessar a qualquer público". Ele comentou que os problemas não são novos, mas que o ótimo roteiro, direção e atuação "despertam curiosidade do início ao fim." Cristina Padiglione, do Estado de S. Paulo, embora tenha dito que a série é "palatável e bem acabado [sic]", notou que horário é "o maior inimigo do produto".

### Audiência
Os primeiros 7 episódios teve uma audiência entre 0,7 e 1 ponto. Cada ponto equivale a 65 mil domicílios na Grande São Paulo.

### Prêmios
O primeiro episódio de Pedro e Bianca, "Entre Nascer e Morrer, a Gente Cresce!", recebeu o Prêmio Prix Jeunesse Iberoamericano na categoria "ficção para o público de 12 a 15 anos" após concorrer com mais onze produções de países latino-americanos e ibéricos.
Em 10 de fevereiro de 2014, Pedro & Bianca foi a vencedora na categoria melhor série infanto-juvenil no 2.º Prêmio Emmy Kids Internacional. Em 05 de junho de 2014, Pedro & Bianca foi a vencedora na Ficção e não-ficção para adolescentes de 12 a 15 anos no  Prix Jeunesse International.